# Junior Ryder Cup
Der Junior Ryder Cup ist ein Mannschaftsgolf-Wettbewerb für Juniorinnen und Junioren, der zwischen Europa und den Vereinigten Staaten von Amerika ausgetragen wird. Der Wettbewerb ähnelt dem Ryder Cup und wird wie dieser von der PGA of America und Ryder Cup Europe ausgerichtet.

## Format
Die Mannschaften bestehen jeweils aus je sechs Juniorinnen und Junioren, die zwischen zwölf und 18 Jahre alt sind. Das Turnier ging bis 2018 über zwei Tage. Am ersten Tag spielten je drei Juniorinnenpaare und Juniorenpaare einen klassischen Vierer und sechs gemischte Paare Vierball. Am 2008 eingeführtem zweiten Tag wurden zwölf Einzel ausgetragen. Alle Partien werden als Lochspiel ausgetragen.
Als Austragungsort wurde ein Platz in der Nähe des Austragungsortes des Ryder Cups ausgewählt, innerhalb dessen Rahmenprogramms der Junior Ryder Cup ausgetragen wurde.
Ab 2023 wird der Wettbewerb über drei Tage ausgetragen, wobei die ersten beiden Tage weiterhin in der Nähe des Austragungsortes des Ryder Cups gespielt werden. Der Finaltag wird nun auf dem gleichen Platz stattfinden, auf dem die Erwachsenen am nächsten Tag den Ryder Cup beginnen. Das Austragungsformat entspricht nun demselben Modus wie der Ryder Cup.

## Teilnehmer
Unter den Teilnehmern waren u. a. die spätere Profis Hunter Mahan, Tony Finau, Jordan Spieth, Lexi Thompson und Jennifer Johnson.

## Ergebnisse
| Jahr | Platz                                             | Ort                                 | Sieger              | Ergebnis |
| ---- | ------------------------------------------------- | ----------------------------------- | ------------------- | -------- |
| 2023 | Golf Nazionale & Marco Simone Golf & Country Club | Guidonia Montecelio, Rom, Italien   |                     |          |
| 2021 | Blue Mound Golf & Country Club                    | Wauwatosa, Wisconsin                | Abgesagt (COVID-19) | -        |
| 2018 | Golf Disneyland                                   | Marne-la-Vallée, Paris, Frankreich  | Vereinigte Staaten  | 12½–11½  |
| 2016 | Interlachen Country Club                          | Edina, Minnesota                    | Vereinigte Staaten  | 15½–8½   |
| 2014 | Blairgowrie Golf Club                             | Blairgowrie, Perthshire, Schottland | Vereinigte Staaten  | 16–8     |
| 2012 | Olympia Fields Country Club                       | Olympia Fields, Illinois            | Vereinigte Staaten  | 14½–9½   |
| 2010 | Gleneagles Resort                                 | Gleneagles, Schottland              | Vereinigte Staaten  | 13½–10½  |
| 2008 | The Club at Olde Stone                            | Bowling Green, Kentucky             | Vereinigte Staaten  | 22–2     |
| 2006 | Celtic Manor Resort                               | Newport, Wales                      | Europa1             | 6–6      |
| 2004 | Westfield Group Country Club                      | Westfield Center, Ohio              | Europa              | 8½–3½    |
| 2002 | The K Club                                        | Straffan, County Kildare, Irland    | Europa              | 9½–2½    |
| 1999 | Country Club of New Seabury                       | Mashpee, Massachusetts              | Europa              | 10½–1½   |
| 1997 | Alcaidesa Links Golf Course                       | La Línea, Cádiz, Spanien            | Vereinigte Staaten  | 7–5      |

1 Bei einem Unentschieden gewinnt der Titelverteidiger.